# СХИ (Саратов)
СХИ (аббр. Сельскохозяйственный институт) — жилой микрорайон города Саратова.

## Географическое положение
Микрорайон СХИ расположен в Кировском районе города Саратова.

## Значение
В микрорайоне расположены:
- Старый Саратовский аэропорт (с 2018 года не функционирует)
- «Производственное объединение Корпус»[1]
- Саратовская таможня[2]
- Саратовское высшее военное командно-инженерное училище ракетных войск
- Ботанический сад НИУ СГУ им. Н. Г. Чернышевского

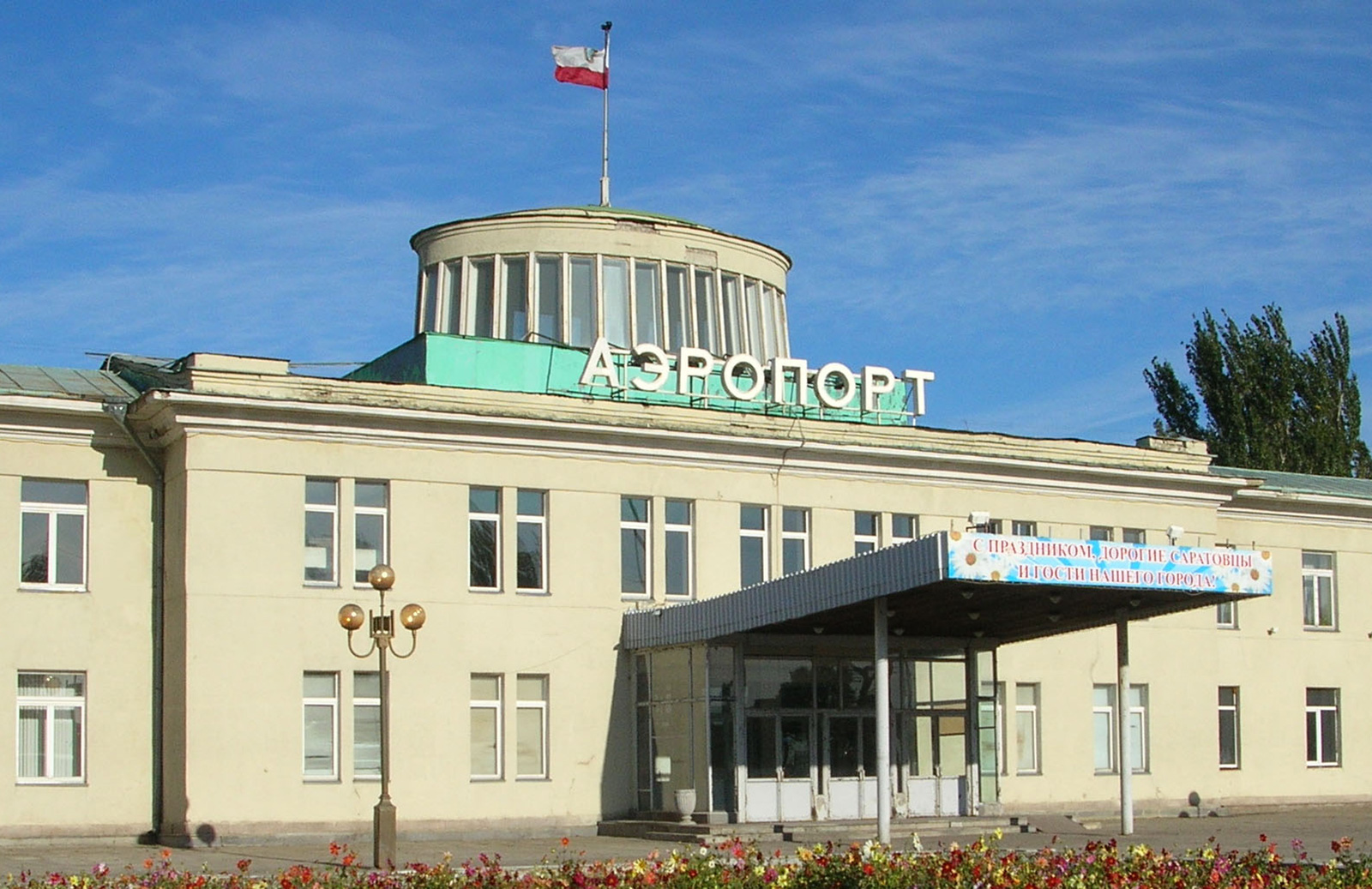
Вид здания аэропорта Саратов-Центральный
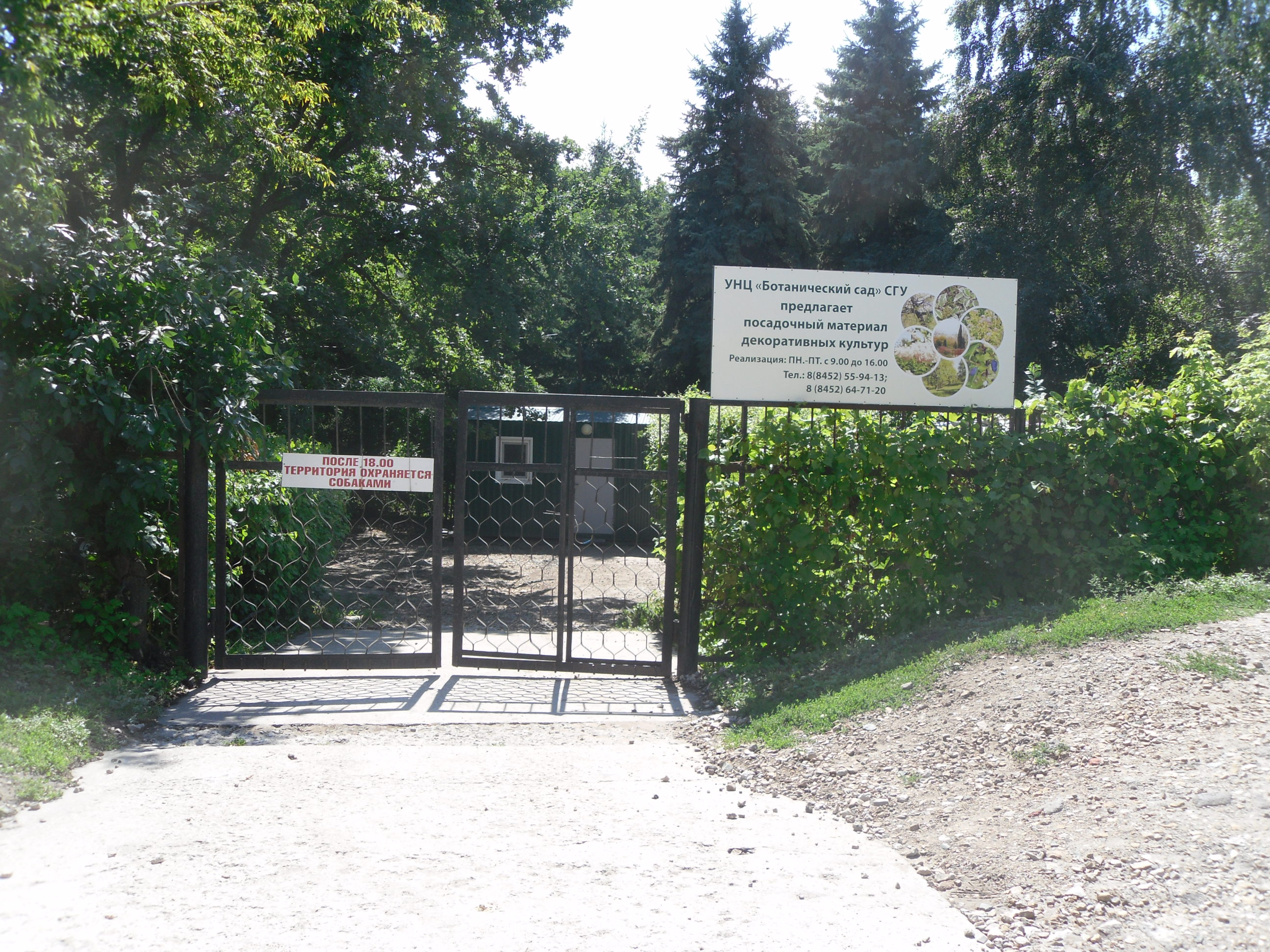
Ботанический сад СГУ
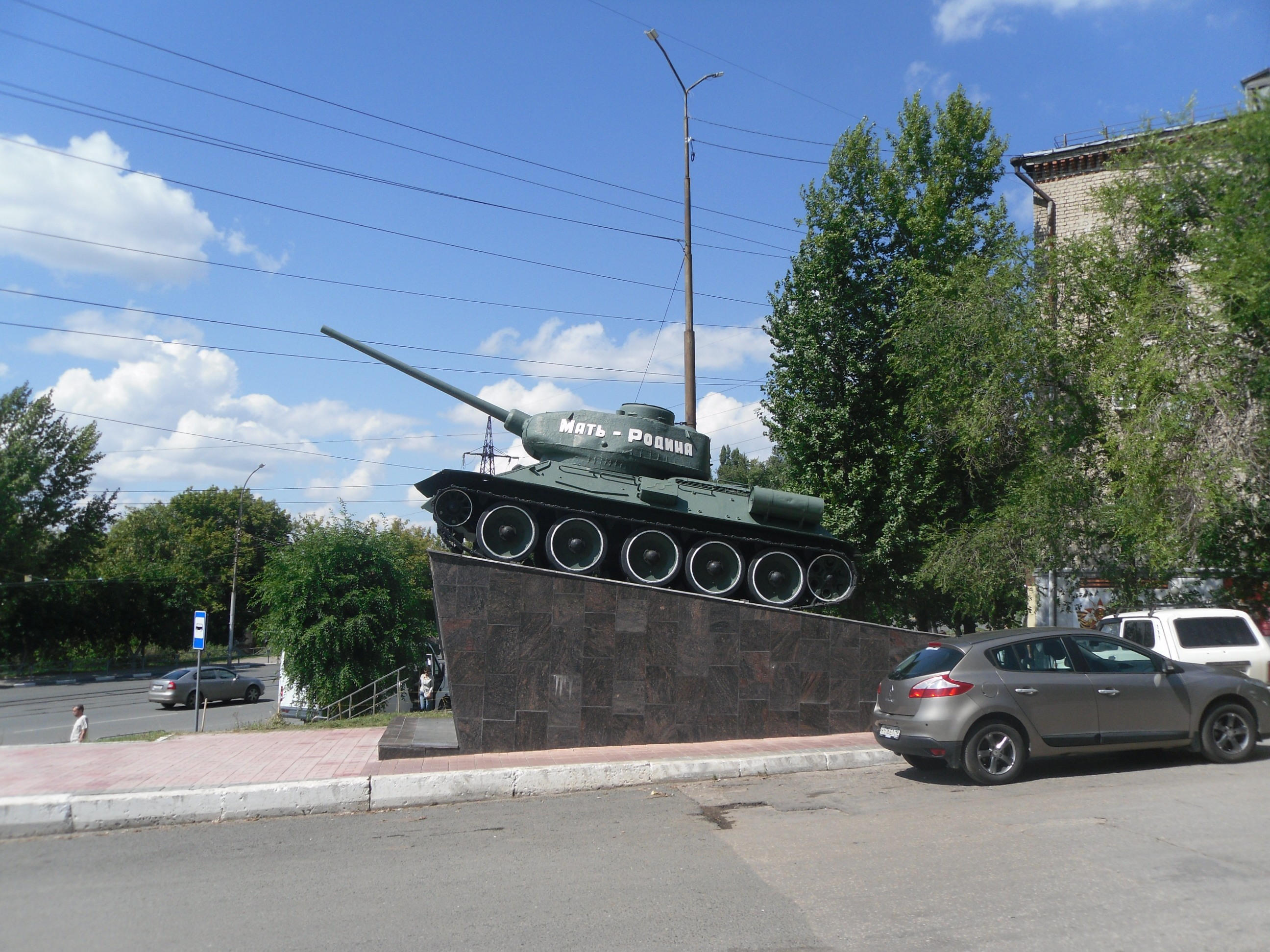
Танк Мать-Родина на ул. Танкистов

## Достопримечательности

Памятник землякам-саратовцам

### Монументы и памятники
- Памятник Герою Советского Союза Осипову Василию Ивановичу[3]
- Памятник Герою Советского Союза Расковой Марине Михайловне[4][5]
- Памятник в честь воинов-танкистов — героев Великой Отечественной войны[6]
- Памятник землякам-саратовцам, отстоявшим свободу и независимость нашей Родины[7]
- Памятник Ленину В. И.[8]
- Памятник «Героям Донбасса» на одноимённой площади перед зданием бывшего аэровокзала[9]
- Ракета на углу улиц Артиллерийской и Танкистов

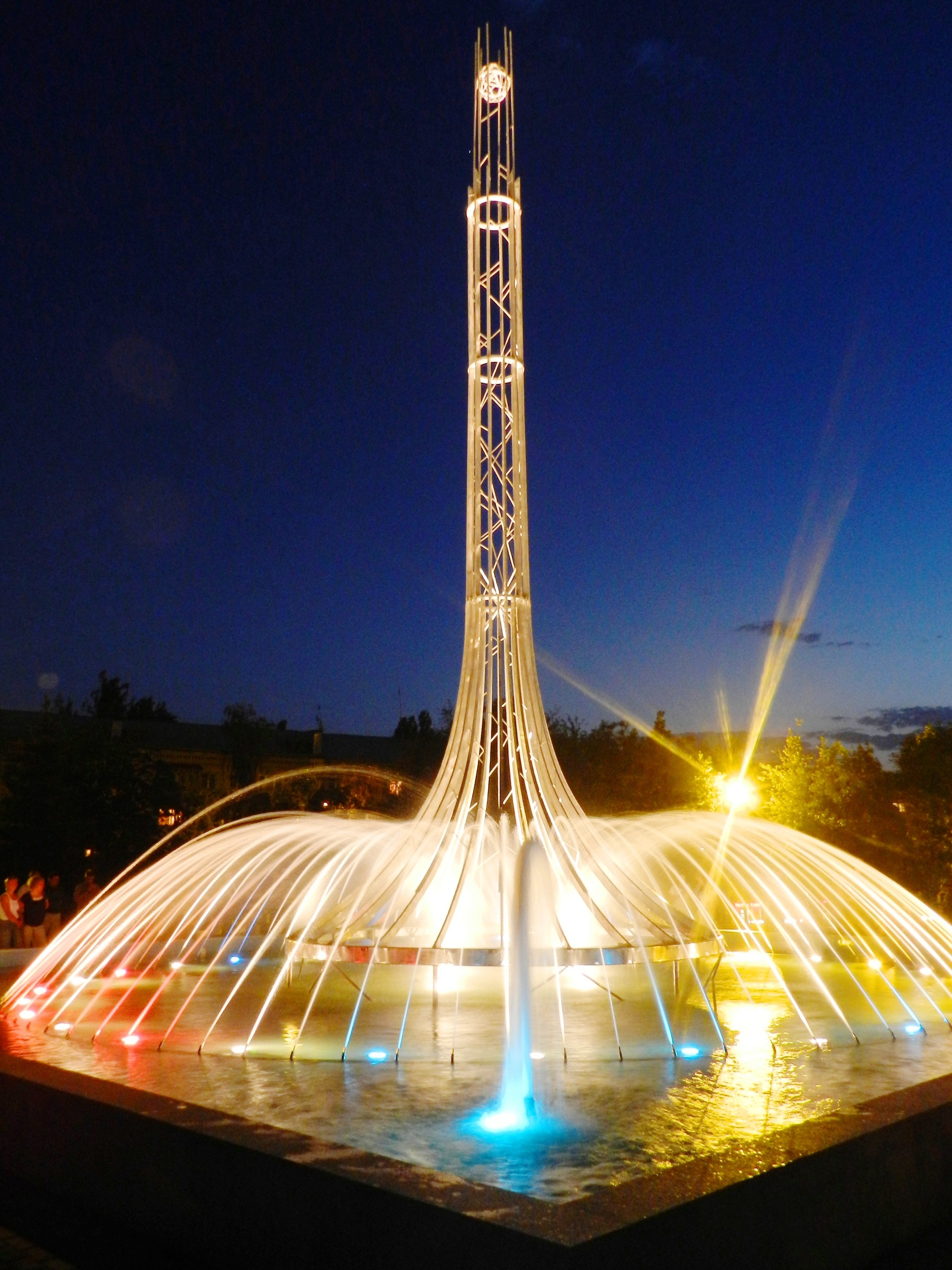
Фонтан у ДК «Рубин»

### Музеи
- Музей космонавтики[10]

### Иные достопримечательности
- Площадь имени Героев Донбасса перед зданием бывшего аэровокзала
- Площадь Марины Расковой перед памятником Расковой М. М.
- Сквер перед дворцом культуры «Рубин» (в настоящее время — торговый центр «Рубин»)
- Сквер перед зданием бывшего аэровокзала
- Смотровая площадка с видом на город напротив бывшего аэровокзала

## Образование
- Средняя общеобразовательная школа № 24
- Средняя общеобразовательная школа № 51
- Средняя общеобразовательная школа № 73
- Средняя общеобразовательная школа № 93
- Саратовский техникум промышленных технологий и автомобильного сервиса
- Юридический институт правосудия и адвокатуры (СГЮА)